# レイトン・ルーカス
レイトン・ルーカス（Leighton Lucas、1903年1月5日 - 1982年11月1日）は、イギリスの作曲家、指揮者。
ロンドンで作曲家のクラレンス・ルーカスの子として生まれた。1918年からセルゲイ・ディアギレフ率いるバレエ・リュスでダンサーを目指すが、19歳のときにバレエ指揮者に転向。同時に独学で作曲を学んだ 
。
特に映画音楽の分野で活躍し、代表作にアルフレッド・ヒッチコック監督の『舞台恐怖症』（1950年）、『揚子江死の脱走』（1957年）などがある。ベンジャミン・ブリテンと親しく、ブリテンはルーカスの『パルティータ』を「とても面白くてかわいらしいサラバンド」と評している。また『シンフォニア・ブレヴィス』はガムランの効果を初めて取り入れたイギリスの楽曲で、それを聴いたブリテンはオペレッタ『ポール・バニヤン』でその効果を採用している。

## 作品
- イヴのラプソディー - 舞台恐怖症より（1950）
- クラリネット協奏曲
- パルティータ - ピアノと室内オーケストラのための（1934）
- シンフォニア・ブレヴィス - ホルンと11楽器のための
- コラールと変奏 - 英国式ブラスバンドのための
- 交響的組曲 - 英国式ブラスバンドのための
- ワルツ序曲 - 英国式ブラスバンドのための
- 春の歌 - 英国式ブラスバンドのための